# DJMAX TECHNIKA Q
디제이맥스 테크니카 Q(DJMAX TECHNIKA Q)는 Planet 이 개발하고 네오위즈 인터넷이 배급하는 게임이다. 게임 방식은 테크니카와 같다. 대한민국에서는 카카오 게임하기로 출시되었고, 해외 버전은 기존 피망플러스 연동으로 출시되었다.
2014년 6월 이후로 한 동안 업데이트가 없었으나 2016년 12월 프로듀서가 XeoN으로 교체되면서 테크니카 Q의 업데이트가 이루어졌다. 2017년 6월 15일, 테크니카 Q의 로고와 UI, 로그인 방식 및 유저 데이터 저장방식이 변경되는 업데이트를 하였다. 또한, 동년 6월 21일, 테크니카 Q의 한국 출시버전인 DJMAX TECHNIKA Q for kakao를 서비스 종료하고 글로벌 버전과 통합함을 알렸다.
2019년 2월 28일에 서비스가 종료되었고, 오프라인 플레이는 3월 29일에 종료되었다.

## 특징

### 게임 모드
- LINE : 2 Line, 3 Line
- 난이도 : ORIGINAL, PREMIUM, SIGNATURE
- 이펙터 : Fade In I, Fade In II, Fade Out I, Fade Out II / Right ALL, Left ALL, Reverse / Blink, Blink II, Blind

### 게임 플레이
- 노트

일반 노트(터치), 드래그 노트, 연결형 노트, 홀딩 노트, 연타 노트, 연타 홀딩노트 (기존 테크니카 방식과 동일)
- 럭키 보너스

노트 입력시 일정확률로 등장하며, 노트 최대 점수인 300점을 획득한다. 사용자의 레벨이 높을수록 나타나는 빈도는 높아진다.
- 아이템

게임 시작 전 설정할 수 있으며 영구적으로 사용할 수 있다. 레벨을 올릴 때마다 효과가 증진된다. FEVER PLUS, ANTI BREAK, GAUGE REFILL 세 가지가 있다. 레벨을 올릴시에는 MAX가 필요하다.
1. FEVER PLUS : 레벨을 올릴 수록 FEVER의 지속시간을 길게 해준다. 최대레벨에 도달시 FEVER 3회 가능해진다.
2. ANTI BREAK : BREAK 판정을 무효화해 이를 MAX 1%로 바꿔준다. 레벨을 올릴 수록 가능횟수가 증가한다.
3. GAUGE REFILL : 게이지 전체 소진시 일정량 채워준다. 레벨을 올릴 수록 채워주는 양이 증가한다.

### 그 외 특징
1. 기존 DJMAX RAY는 전체다운로드(곡 구매 상관없이)였으나 테크니카 Q에서는 음악을 따로 다운받아 처음 설치 용량이 적다.
2. 앱 다운로드는 무료이나 무료가 아닌 곡들을 구매해서 즐길 수 있다.
3. 한 번 구매하면 음악과 함께 뮤직비디오를 감상할 수도 있다.
4. 게임머니 MAX가 존재하며 게임을 플레이함으로 획득하거나, Q 포인트로 구입할 수 있다. Q 포인트는 각종 이벤트나 현금으로 구입이 가능하다.

#### 기존 카카오 게임하기와 다른점
친구와 순위를 비교하거나 초대하는 기능은 같다. 하지만 기존 카카오 게임하기 게임처럼 일정한 시간마다 플레이 횟수가 추가(최대 5회)하는 방식이 아닌, 테크니카Q는 음악 구매 방식으로 영구적인 플레이가 가능하며, 횟수 제한은 없다.